# Guaduella humilis
Guaduella humilis är en gräsart som beskrevs av Clayton. Guaduella humilis ingår i släktet Guaduella och familjen gräs. Inga underarter finns listade i Catalogue of Life.